# سی‌جی ئی‌ان‌ام
سی‌جی ئی‌ان‌ام (انگلیسی: CJ ENM، به صورت کامل: CJ Entertainment aNd Merchandising؛ سی‌جی سرگرمی و فروش کالا) یک شرکت سرگرمی و خرده‌فروشی کره جنوبی است که در سال ۲۰۱۸ تأسیس شد.

## زیرمجموعه‌ها
- زیر مجموعه سی‌جی ئی‌ان‌ام اینترتینمنت – به عنوان یک شرکت سرگرمی و رسانه فعالیت می‌کند.
- زیر مجموعه سی‌جی ئی‌ان‌ام کامرس – به عنوان یک شرکت خرید خانگی فعالیت می‌کند.

## مکان‌ها
- زیر مجموعه سی‌جی ئی‌ان‌ام اینترتینمنت – ۶۶، سانگامسان-رو، ماپو-گو، سئول، کره جنوبی
- زیر مجموعه سی‌جی ئی‌ان‌ام کامرس – ۱۳–۸۷۰، گواچئون-دائه‌رو، سئوچو-گو، سئول، کره جنوبی

## یادداشت
1. ↑  the former ticker symbol of the company's home shopping division.
2. ↑  the former web domain of the company's entertainment and media division. As of July 1, 2018, the latter's web domain is www.cjem.net.